# Les Chasses du comte Zaroff
Pour plus de détails, voir Fiche technique et Distribution.

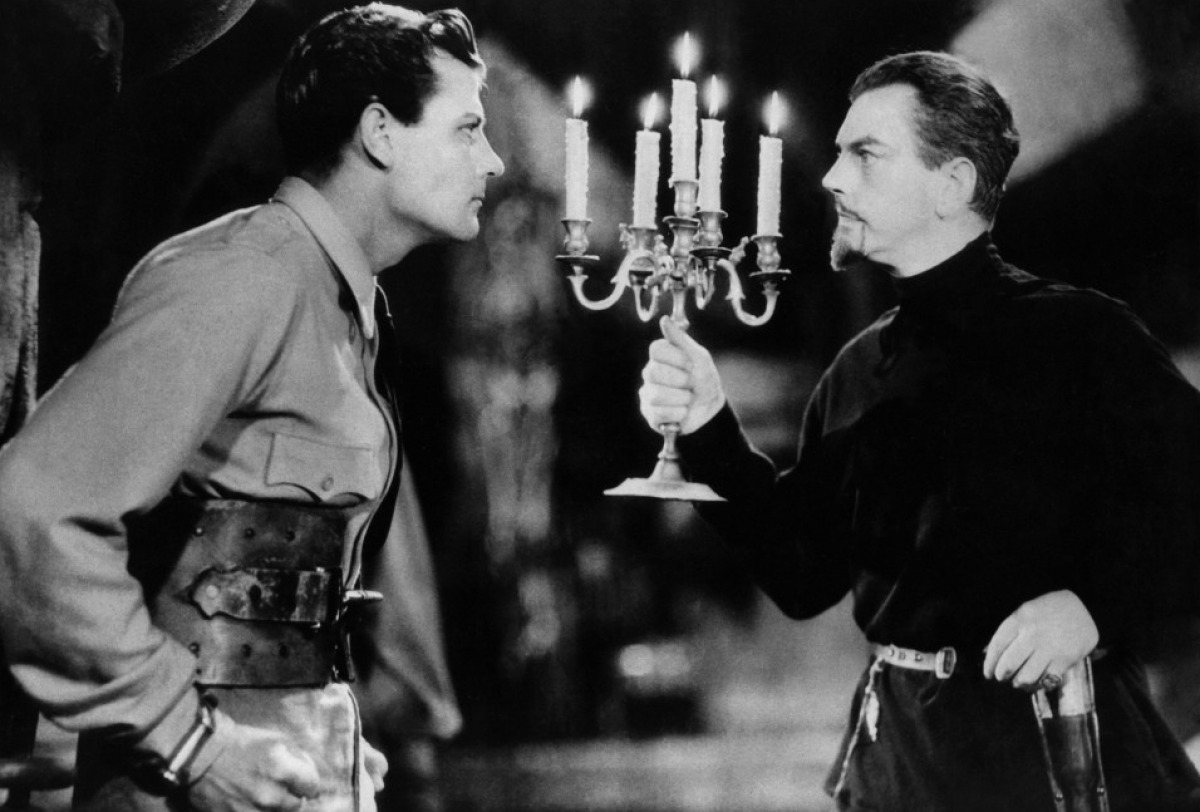
Joel McCrea et Leslie Banks dans le film.

 Les Chasses du comte Zaroff (The Most Dangerous Game) est un film américain réalisé par Ernest B. Schoedsack et Irving Pichel et sorti en 1932. Il s'agit d'une adaptation pour le grand écran d'une nouvelle de Richard Connell, The Most Dangerous Game (1924).
Il sort en France en 1934, initialement sous le titre La Chasse du comte Zaroff (au singulier).

## Synopsis
Sur un yacht privé quelque part dans l'océan Pacifique, le capitaine du navire se rend compte que des balises situées dans un chenal maritime ont été déplacées. Le bateau se fracasse contre les écueils ; il n'y a qu'un survivant, Robert (Bob) Rainsford, un chasseur de fauves réputé.
Rainsford rejoint une île proche, habitée par le comte Zaroff, un Russe qui a fui la Révolution avec sa fortune et quelques domestiques et qui habite désormais une ancienne forteresse portugaise. Le comte explique à Rainsford que son seul canot est en réparation. Il fait aussi la connaissance de deux survivants d'un précédent naufrage : Eve Trowbridge et son frère Martin, ce dernier trompant son ennui dans l'alcool. Eve fait de surprenantes révélations à Rainsford : deux marins rescapés avec eux, qui étaient allés à la chasse avec le comte, ne sont jamais revenus.
Plus tard dans la nuit, Rainsford et Eve, qui ont pénétré dans la salle où Zaroff se prépare à la chasse, le voient revenir avec le cadavre de Martin, tué au cours d'une chasse à l'homme. Lassé d'avoir traqué les gibiers les plus sauvages, Zaroff a décidé de chasser le plus intelligent de tous : l'homme. C'est la raison pour laquelle il a déplacé les balises du chenal, les naufragés qu'il cause ainsi devenant des proies qu'il accueille courtoisement dans un premier temps.
Rainsford, ayant refusé de s'associer aux jeux pervers du comte, devient sa proie dans une partie de chasse dont l'enjeu n'est autre qu'Eve. Zaroff évite les pièges que lui tend Rainsford qui, aux prises avec un molosse, tombe dans un torrent sans se blesser puis revient au château pour régler son compte à Zaroff. Après une bagarre, Rainsford s'enfuit avec Eve dans le canot du comte qui, en réalité, n'était pas en panne.
Les voyant partir sur la mer, Zaroff tente de les abattre avec son arc depuis la fenêtre du château, succombe aux blessures que lui a infligées Rainsford et tombe dans la cour où rôdent ses molosses affamés.

## Fiche technique
- Titre : Les Chasses du comte Zaroff
- Autre titre : La Chasse du comte Zaroff
- Titre original : The Most Dangerous Game
- Réalisation : Ernest B. Schoedsack et Irving Pichel
- Scénario : James Ashmore Creelman, d'après la nouvelle[2] éponyme de Richard Connell
- Musique : Max Steiner
- Décors : Carroll Clark
- Photographie : Henry Gerrard, assisté de Robert De Grasse (cadreur, non crédité)
- Montage : Archie Marshek
- Production : Merian C. Cooper et Ernest B. Schoedsack
- Société de production : RKO / Radio Pictures Inc
- Pays de production :  États-Unis
- Langue originale : anglais
- Genre : fantastique, aventure
- Durée : 63 minutes
- Dates de sortie :
  - États-Unis : 16 septembre 1932 (première), 20 septembre 1932 (New York)
  - France : 16 novembre 1934

## Distribution

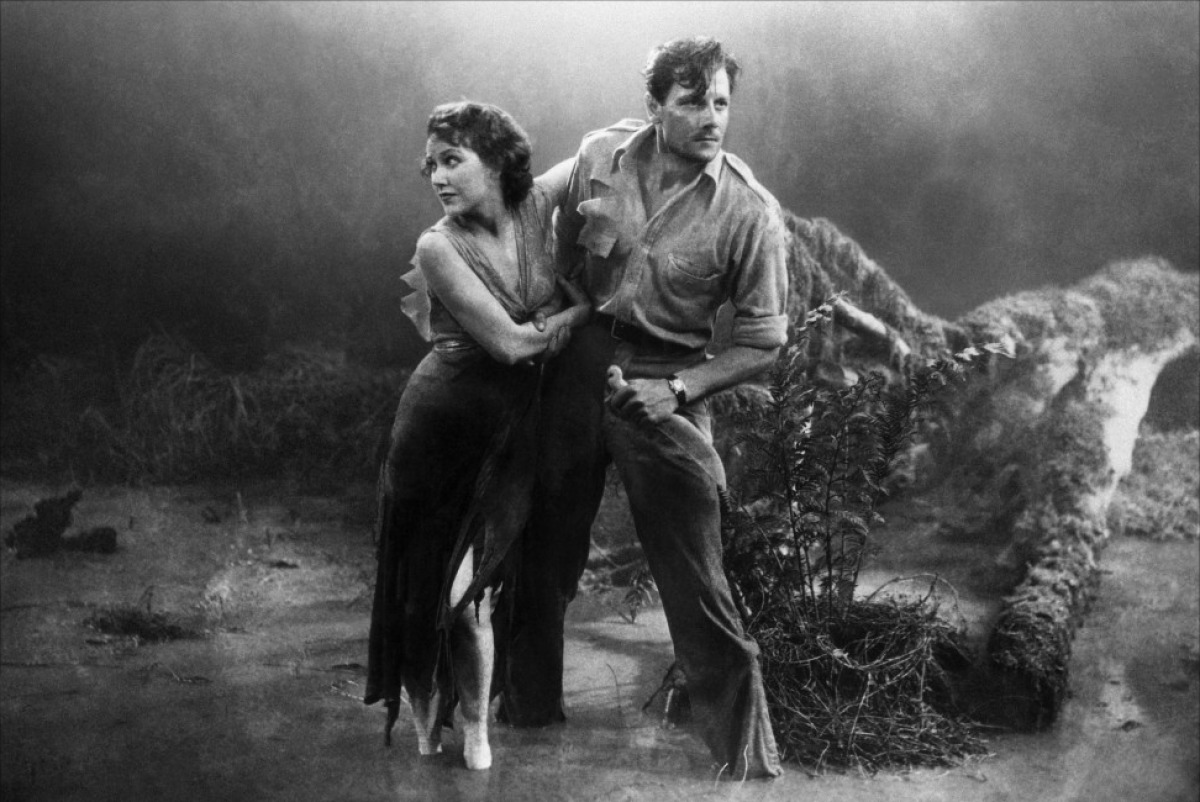
Fay Wray et Joel McCrea.

- Joel McCrea : Robert « Bob » Rainsford
- Fay Wray : Eve Trowbridge
- Leslie Banks : le comte Zaroff
- Robert Armstrong : Martin Trowbridge
- Noble Johnson : Ivan
- Steve Clemente : Tartar
- William B. Davidson : le capitaine du yacht
- James Flavin : le second du yacht (non crédité)
- Hale Hamilton : Bill Woodman, le propriétaire du yacht (non crédité)

## Production

### Tournage
C'est la même équipe qui réalise Les Chasses du comte Zaroff et King Kong, notamment Ernest B. Schoedsack, Merian C. Cooper et Max Steiner, et, devant la caméra, Fay Wray qui interprète chacun des premiers rôles. Les deux films ont été tournés en même temps, dans les mêmes décors, King Kong le jour et Les Chasses du comte Zaroff la nuit,.

## Analyse du film
Les Chasses du comte Zaroff, qui a donné lieu à plusieurs remakes, est un classique du film fantastique.
La traque, la forteresse vaguement gothique, les marécages embrumés et la forêt inextricable créent une atmosphère menaçante. Zaroff est à la fois raffiné et cruel, certains voient en lui un personnage typiquement sadien.

## Remakes
Les Chasses du comte Zaroff a donné lieu à plusieurs remakes dont :
- 1945 : Un jeu de mort (A Game of Death) de Robert Wise
- 1956 : La Course au soleil (Run For The Sun) de Roy Boulting
- 1959 : Bloodlust de Ralf Brooke
- 1972 : The Woman Hunt d'Eddie Romero
- 1974 : La Chasse sanglante de Peter Collinson
- 1974 : La Comtesse perverse de Jess Franco
- 1976 : Les Week-ends maléfiques du Comte Zaroff de Michel Lemoine
- 1983 : Ultime Combat de David A. Prior
- 1987 : Slave Girls, les captives de l'espace de Ken Dixon
- 1988 : Lethal Woman de Christian Marnham
- 1993 : Final Round de George Erschbamer
- 1994 : Que la chasse commence d'Ernest R. Dickerson
- 1997 : The Pest de Paul Millet